# 蓬迪卡斯
蓬迪卡斯（法語：Pont-du-Casse，法語發音：[pɔ̃ dy kas]）是法国洛特-加龙省的一个市镇，位于该省东南部，属于阿让区和阿让城市圈公共社区。

## 地名
蓬迪卡斯的法语名称为，其中“Pont”为"桥梁"的意思。“Casse”来自奥克语中“casso”，意为“橡树”。

## 地理
蓬迪卡斯（44°13'53"N, 0°40'52"E）面积19.1 平方千米，位于法国新阿基坦大区洛特-加龍省，该省份为法国西南部内陆省份，北起多爾多涅省，西接吉倫特省和朗德省，南至热尔省，东临塔恩-加龙省和洛特省。
与蓬迪卡斯接壤的市镇（或旧市镇、城区）包括：巴雅蒙、博南孔特尔、阿让、富莱罗讷、索瓦尼亚。
蓬迪卡斯的时区为UTC+01:00、UTC+02:00（夏令时）。

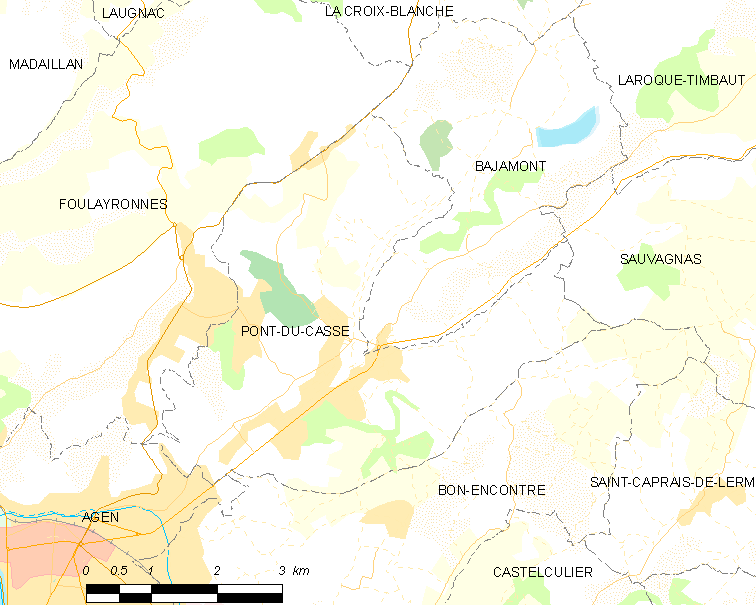
蓬迪卡斯的OSM定位图

## 行政
蓬迪卡斯的邮政编码为47480，INSEE市镇编码为47209。

## 政治
蓬迪卡斯所属的省级选区为阿让第一县。

## 交通
洛特-加龙省省道D310线和D656线在境内交汇。
蓬迪卡斯站停靠往返于阿让和佩里格之间的区域列车。

## 人口

1962-2008年间蓬迪卡斯人口变化图示

蓬迪卡斯于2022年1月1日时的人口数量为4192人。